# Nowhere (film, 1997)
Pour les articles homonymes, voir Nowhere.
Pour plus de détails, voir Fiche technique et Distribution.
Nowhere  est un film franco-américain réalisé par Gregg Araki, sorti en 1997.

## Synopsis
Le film suit plusieurs adolescents, entre drogue, sexe et amour. Un jeune de 18 ans, Dark, se désespère de l'infidélité de sa copine Mel, qui sort aussi avec Lucifer. Dark se met à fantasmer sur Montgomery, et sur le couple SM formé par Kriss et Kozy.
Le meilleur ami de Dark, Cowboy, recherche son petit ami Bart, tandis que Dingbat est amoureuse de Ducky, lui-même amoureux d'Alyssa, qui rêve du motard Elvis… Des chaînes raciniennes compliquent ainsi l'intrigue du film.
Tout cela dans un univers déjanté et punk, qui clame la décadence de la jeunesse américaine.

## Fiche technique
- Réalisation et scénario : Gregg Araki
- Producteurs : Gregg Araki, Andrea Sperling
- Distribution : Fine Line Features
- Pays d’origine :  États-Unis,  France
- Langue : anglais
- Format : couleur - Dolby -  1.85 : 1 -  35 mm
- Genre : Comédie noire
- Durée : 85 minutes
- Date de sortie : 1997

## Distribution
- James Duval (VF : Cédric Dumond) : Dark Smith
- Rachel True : Mel
- Nathan Bexton : Montgomery
- Chiara Mastroianni : Kriss
- Debi Mazar : Kozy
- Kathleen Robertson : Lucifer
- Joshua Gibran Mayweather : Zero
- Jordan Ladd : Alyssa
- Christina Applegate : Dingbat
- Sarah Lassez : Egg
- Scott Caan : Duck, le frère de Egg
- Guillermo Díaz : Cowboy
- Jeremy Jordan : Bart (il interprète un musicien drogué et homosexuel)
- Alan Boyce : La Branle
- Jaason Simmons : la Star
- Ryan Phillippe : Shad, le jumeau d'Alyssa
- Heather Graham : Lilith
- Thyme Lewis : Elvis
- Mena Suvari : Zoe
- Beverly D'Angelo : la mère de Dark
- Denise Richards : Jana
- Teresa Hill : Shannon
- Kevin Light : Noah
- Traci Lords : fille à l'arrêt de bus 1
- Shannen Doherty : fille à l'arrêt de bus 2
- Rose McGowan : fille à l'arrêt de bus 3
- John Enos III : un drag queen
- John Ritter : Moses Helper

## Bande Originale
(Le morceau Avalyn II du groupe de shoegazing Slowdive est joué pendant le générique de début)
- 1. James Duval – 'Intro'
- 2. 311 – 'Freak Out'
- 3. Radiohead – 'How Can You Be Sure'
- 4. Elastica – 'In the City'
- 5. Hole – 'Dicknail'
- 6. The Chemical Brothers – 'Life is Sweet' (Daft Punk Remix)
- 7. Massive Attack – 'Daydreaming' (Blacksmith Remix)
- 8. Coco and the Bean – 'Killing Time' (Qureysh – Eh? 1 Remix)
- 9. Catherine Wheel – 'Intravenous'
- 10. Curve – 'Nowhere'
- 11. Lush – 'I Have the Moon'
- 12. Ruby – 'Flippin' Tha Bird' (Ceasefire Remix)
- 13. James – 'Thursday Treatments'
- 14. Chuck D – 'Generation Wrekked' (Danny Saber Rock Remix)
- 15. Marilyn Manson – 'Kiddie Grinder' (Remix)
- 16. Suede – 'Trash'

## Autour du film
- Nowhere est le dernier volet de la trilogie "Teenage Apocalypse" de Gregg Araki comprenant aussi Totally F***ed Up (1993) et The Doom Generation (1995).
- Nowhere se situe à Los Angeles et semble se plonger dans un cadre urbain décrit par Bret Easton Ellis dans Moins que zéro. En effet, la première phrase du film "L.A. is like nowhere, everybody who lives here is lost" pourrait faire référence au panneau de publicité "Disparaitre ici" que le héros du livre aperçoit durant tout son séjour à Los Angeles. De plus, la couverture d'une des éditions de Les lois de l'attraction (du même auteur, dans le même univers) est une image prise du film Nowhere (la scène où Dark, en voiture avec Mel et Lucifer, aperçoit Montgomery prêt d'un banc sur lequel est écrit "God Help Me", devant un mur où est peint une baleine). De plus, le dialogue des trois filles que Dark voit se faire désintégrer à l'arrêt de bus fait également référence à certains dialogues des personnages de Moins que zéro.[réf. souhaitée]